# Wacław Zaleski (polityk)
Wacław Michał Artur Zaleski herbu Dołęga (ur. 28 czerwca 1868 we Lwowie, zm. 24 grudnia 1913 w Martinsbrunn k. Meranu) – hrabia, doktor obojga praw, austro-węgierski polityk – konserwatysta, wielokrotny minister rolnictwa  i skarbu w rządzie Austrii (m.in. w rządzie Richarda Bienertha), szambelan cesarza Franciszka Józefa I, poseł do Rady Państwa w Wiedniu wybrany w 1911 roku, właściciel tabularny kluczy: Ostapie, Zarubińce, Ostra Mogiła, Korolówka w powiecie skałackim i Skwarzawa z Lipnikami w powiecie złoczowskim oraz Krzywe w powiecie brzeżańskim.

## Życiorys
Był synem Filipa. Z małżeństwa z Heleną hr. Mycielską pochodzili: Aleksander Filip Józef, Roman Franciszek Feliks, Maria Anna – żona Antoniego Dzierżykraj-Morawskiego, Elżbieta Izabela Maria i Teresa Antonina Maria. Nadanie tytułu hrabiowskiego (dyplom) miało miejsce  28 lutego 1914 roku, natomiast Najwyższe Postanowienie (reskrypt odręczny) cesarskie jest z dnia 28 października 1913 roku
Absolwent Terezjańskiej Akademiię Wojskowej, uzyskując w C. K. Armii stopień podporucznika kawalerii. Studiował prawo na Uniwersytecie Lwowskim i Wiedeńskim. W 1890 roku rozpoczął pracę w Namiestnictwie dolno-austriackim. Po roku przeniesiony na stanowisko koncepisty do starostwa w Krakowie. W 1893 roku przeszedł do Ministerstwa Rolnictwa, skąd przeniesiony został do Namiestnictwa we Lwowie na stanowisko sekretarza Prezydium. W 1898 roku mianowany starostą, trzy lata potem przeszedł do ministerstwa spraw wewnętrznych. Został prezesem rady nadzorczej Towarzystwa Budowy Tanich Domów dla Urzędników we Lwowie. Pod koniec 1906 roku ze stanowiska szefa Prezydium Namiestnictwa został mianowany szefem sekcji w Ministerstw Rolnictwa. W 1911 roku powołany na stanowisko ministra Galicji.
Był znany z pobożności i działalności charytatywnej. Szczególną życzliwością i zaufaniem darzył go papież Pius X, który – jak pisze Helena Morawska-Stec – „powierzył mu misję prowadzenia w jego imieniu wstępnych rokowań z rządem francuskim w sprawie nawiązania konkordatu z Watykanem. W związku z tym wielokrotnie był wzywany przez Ojca Świętego na prywatne audiencje”. Jego zasługi dla Kościoła zostały docenione. Papież udekorował go Wielką Wstęgą i Krzyżem Papieskim Orderu Świętego Grobu. Ponadto nieco później otrzymał w darze od Ojca Świętego papieski biret i collare z mankietami oraz fotografię Piusa X z autografem.
Był wyróżniany przez cesarza Franciszka Józefa. Przed 1906 otrzymał tytuł c. k. radcy dworu. W 1911 roku otrzymał tytuł rzeczywistego tajnego c. k. radcy dworu, a rok później Wielką Wstęgę ze Złotym Łańcuchem Orderu Korony Żelaznej. Oprócz powyższych odznaczeń otrzymał m.in. także: Wielką Wstęgę rumuńskiego Orderu Karola, francuski Order Zasługi Rolniczej, a także perski Order Lwa i Słońca.
Został pochowany w grobie rodzinnym na Cmentarzu Łyczakowskim we Lwowie.